# ピーター・トービン
ピーター・ブリトン・トービン (英: Peter Britton Tobin、1946年8月27日-2022年10月8日) はイギリスの連続殺人犯。1991年から2006年の間に犯した3件の殺人により、エディンバラ刑務所で仮釈放無しの条件で3件の終身刑に服していた。
トービンは最初の殺人で有罪になる前に強姦罪で服役しており、2003年に釈放された。釈放から3年後、2006年にグラスゴーで犯した強姦殺人により最短21年で仮釈放となる終身刑の判決が下った。その後、イングランドのケント州マーゲイトにあるかつての自宅で、1991年に失踪していた2人の若い女性の白骨化した遺体が発見された。トービンは2008年12月に2人のうちの1人の女性の殺人で有罪となり、仮釈放までの期間は30年まで延びた。その後、2009年12月にもう1人の女性の殺人で有罪となり、仮釈放は無しとなった。
トービンは複数の心理学者からサイコパスと診断されている。犯罪学教授のデヴィッド・ウィルソン (英: David Wilson) は著書で、トービンは1960年代後半のバイブル・ジョン事件と関係があると主張している。

## 経歴
ピーター・トービンはレンフルーシャー州ジョンストンで生まれ、アイルランド系のカトリックの家庭で育った。4人の姉と3人の兄がいた。伝えられるところによれば、トービンはフランス外人部隊に所属していたが、後に脱走したとされる。トービンは扱いの難しい子供だった。1953年、彼が7歳のときに教護院に送られた。その後に少年院で服役し、さらに1970年にイングランドで住居侵入と偽造で有罪になり服役したと伝えられている。
ジョンストンのアマチュアサッカーチーム「ソーン・アスレチック」 (英: Thorn Athletic) でまずまずの成功を収めた後、サセックス州ブライトンへ転居し、1970年8月6日にその地で17歳の事務員兼タイピストの女性と結婚した。2人は1年後に別居し、1971年に離婚した。1973年にトービンは30歳の看護師と再婚した。2人は一男一女をもうけたが、娘は生後間もなく死亡した。それから1976年に離婚し、妻は息子を連れて去っていった。その後、トービンは別の女性と関係を持ち、1987年12月に男の子が生まれた。1989年に2人は結婚した。新しい妻は当時17歳だった。1990年に2人はウェスト・ロージアン州バスゲイトへ転居した。その妻も1990年にトービンの元を去り、故郷のハンプシャー州ポーツマスへ帰っていった。
後に、元妻は3人とも、トービンは魅惑的で身なりの良い人物であり、そこに魅力を感じていたが、結婚生活の最中で暴力的な性格になり、サディスティックな性質を見せたと語った。トービンは1991年5月にケント州マーゲイトへ転居し、1993年にハンプシャー州ハバントへ転居した。その付近には2人目の妻との間で生まれた息子が住んでいた。

## 犯罪

### 2人の少女への強姦
1993年8月4日、トービンはハバントのリー・パークにある自分のアパートで、2人の14歳の少女に襲いかかった。元々、2人は同じアパートに住むある女性の元を訪ねるつもりだったが、その人物は不在だった。それから、2人はトービンの部屋へ立ち寄り、ここで待つことができないかと頼んだ。2人のうちの1人は過去にトービンの元を訪ねたことがあり、そのときは問題が起こらなかったが、今回はトービンに襲われることとなった。
トービンは2人にナイフを突きつけると、度数の高いシードルやウォッカを強引に飲ませた。トービンは自分の息子がいる前で2人に性的暴行を加え、1人に刺傷を負わせた。そして、ガス栓を開き、2人を殺害しようとして置き去りにした。しかし、2人は生還した。トービンは逮捕を免れるため姿をくらまし、コヴェントリーにあるジーザス・フェローシップに偽名で参加した。その後、ブライトンでトービンの青色のオースチン・メトロが発見され、その地で逮捕された。
1994年5月18日にトービンはウィンチェスター刑事法院で有罪となり、14年の懲役という判決を受けた。2004年に58歳で刑務所から釈放され、ペイズリーに帰還した。

### ポーランド人学生の殺害
2006年9月、トービンはグラスゴーのアンダーストンにある聖パトリック・ローマ・カトリック教会で雑役夫の職に就いていた。トービンは1994年に強姦と暴行で有罪になってから、暴力的及び性的犯罪者登録に依然として登録されていたため、前科の発覚を防ぐ目的でパット・マクラフリン (英: Pat McLaughlin) という偽名を使っていた。トービンは警察に通知せずにペイズリーを離れており、2005年11月に逮捕状が出ていた。しかし、教会での殺人事件の被疑者になるまで発覚しなかった。2007年5月に犯罪者登録の協定の違反によりさらに30ヶ月の懲役の判決を受けている。
教会の牧師館に23歳のポーランド人の女学生が滞在していた。彼女はそこで清掃人として働くことで、グダニスク大学でのスカンジナビア研究課程の資金の助けとしていた。2006年9月24日に最後に生きている姿が目撃されたが、そのときはトービンと一緒にいた。その後、留学生は牧師館の車庫でトービンに襲われたと考えられている。留学生は殴打され、強姦された後に刺殺された。その後、遺体は教会の懺悔室の近くの床下に隠された。科学捜査により、学生は床下に放置されたときにはまだ生きていたと判明している。9月29日に警察は学生の遺体を発見した。それから間もなくトービンはロンドンで逮捕された。トービンには偽名と偽の病名が与えられて病院に収容された。
ストラスクライド警察のデヴィッド・スウィンドル (英: David Swindle) 刑事局長の監督の下で証拠が集められ、これによりエディンバラにある刑事上級裁判所で2007年3月23日に裁判が開かれた。裁判は6週間かかり、2007年5月4日に終わった。裁判官はダンカン・メンジーズ (英: Duncan Menzies) が務め、検察側は検察官のドロシー・ベイン (英: Dorothy Bain) が指揮を執り、弁護人はドナルド・フィンドレー (英: Donald Findlay) が務めた。トービンは強姦と殺人で有罪となり、最短21年で仮釈放となる終身刑の判決が下った。トービンに判決を言い渡す際、裁判官のメンジーズはトービンを「an evil man」 (直訳すると「邪悪な男」) と表現した。

### 15歳の少女の殺害
2007年6月、15歳の少女の失踪事件との関係が疑われ、バスゲイトにあるトービンがかつて住んでいた住居が捜索された。少女が最後に目撃されたのは1991年2月10日のことだった。少女はフォルカークの近くのレディングという村にある自宅へ帰ろうとバスを待っていたが、それ以来行方不明となった。トービンは少女の失踪から数週間後にバスゲイトを出てマーゲイトへ転居したと考えられている。
2007年7月21日、ロージアン・アンド・ボーダーズ警察は、この事件に関与した男性を逮捕し、報告書を地方検察官に送付したという声明を出した。しかし、逮捕された男の身元はすぐには明言されなかった。

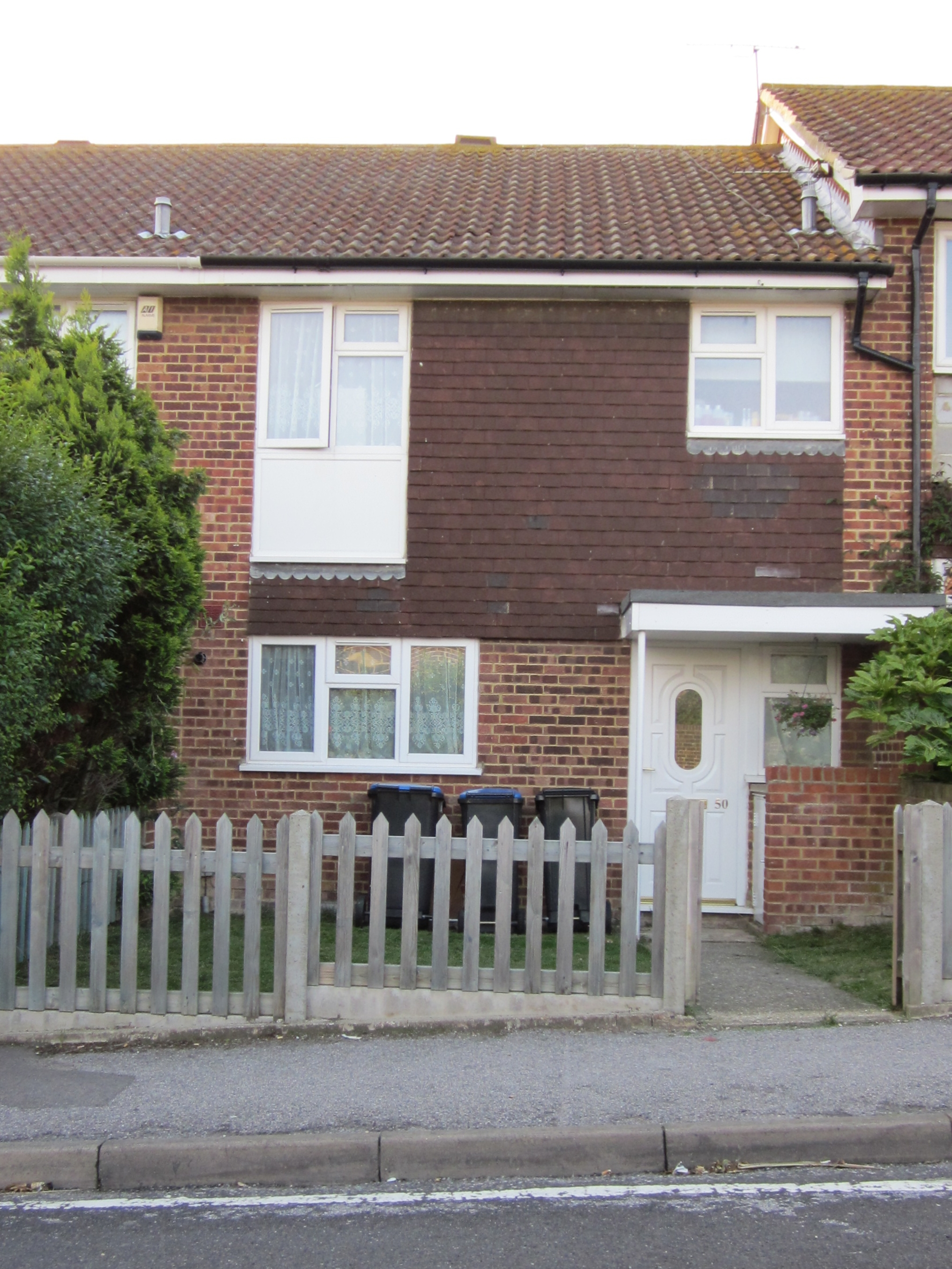
マーゲイトのアービン・ドライブ50番地にあるトービンの家。2人の少女の遺体はこの庭で発見された。

 2007年初秋、ハンプシャー州サウスシーにある住居で科学捜査が行われた。この住居はトービンがバスゲイトを出てからまもなく居住したと考えられている。2007年11月14日、ロージアン・アンド・ボーダーズ警察はアービン・ドライブ50番地の住居の裏庭で人間の遺体を確認した。このマーゲイトにある住居は1991年にトービンが居住していた。遺体は行方不明の少女のものだった。
2008年11月、トービンは少女の殺害によりダンディーにある高等法院で裁判にかけられた。弁護人は再びドナルド・フィンドレーが務め、検察側はスコットランド法務次官のフランク・マルホランドが指揮を執った。検察側の主張では、トービンは1991年にバスゲイトとマーゲイトの2つの住居に住んでいたことについて説明された。また、バスゲイトの住居でトービンが疑わしい行動をとっていたという目撃者の証言、トービンのアリバイを崩す証拠、科学捜査による証拠である、バスゲイトの住居で見つかった刃物や少女の財布、遺体を包んでいた敷布に残されたDNAと指紋も紹介された。1ヶ月間続いた裁判の後、2008年12月2日にトービンは少女の殺害で有罪となり、終身刑という判決が下った。仮釈放までの期間は最短で30年に変更された。
2008年12月11日、トービンは裁判所の所員に対して正式に通知を行い、評決に異議を唱え、有罪判決を覆す意向があると表明した。結局、トービンは抗告を行わず、2009年3月に撤回した。

### 18歳の少女の殺害
エセックス州ティリンガム出身の18歳の少女が1991年8月5日を最後に失踪した。少女はハンプシャー州リップホックで開催された音楽祭に参加した後、男友達とともにヒッチハイクで帰宅しようとした。男友達はM25モータウェイの8番ジャンクションで降車した。少女は運転手とともに車に残った。それ以来、少女の姿を見たものはいない。少女の失踪の後、少女の住宅金融組合の口座から、ハンプシャー州とサセックス州のATMを通じて定期的に引き出しがあった。この行動は少女には不似合いなものだった。少女は住宅金融組合の口座の資金は旅行や教育に使う意向であることを家族や友人に伝えていたのである。
2007年下旬、エセックス警察は少女の失踪についての捜査を再開した。2007年11月16日、マーゲイトの住居で2人目の遺体が発見され、後に警察により行方不明の少女のものと確認された。2008年9月1日、検察局はトービンの事務弁護士に召喚状を発行し、正式にトービンを殺人で起訴した。裁判は2009年6月に開始された。2009年7月、トービンが病気のため法廷に立ち会える状態ではなく、手術を受ける必要があるということで、裁判は延期となり、陪審は解散された。
裁判は2009年12月14日にチェルムズフォード刑事法院で再開された。12月16日、弁護側は証言せず、陪審は15分足らずの協議の末、トービンの有罪を評決した。その後、トービンは3度目の終身刑の判決を受けた。同日、警察はアナグラム作戦 (詳細は後述) を再開し、トービンの過去の行動を追跡し、トービンが13件の未解決殺人事件に関与しているか調査を始めた。調査された事件の中にはバイブル・ジョン事件も含まれる。トービンは刑務所で48人殺害したと自慢したという。

## バイブル・ジョンとの関係
トービンが有罪判決を受けたことで、1960年代にグラスゴーで3件の殺人を犯した正体不明の殺人犯「バイブル・ジョン」の正体はトービンではないかと推測された。この推測の根拠として、若い頃のトービンの写真と、バイブル・ジョンのモンタージュ写真との間に見られる類似性が挙げられる。また、トービンは1969年にグラスゴーから転居したが、同年にバイブル・ジョンの殺人は止まった。根拠はそれだけでなく、トービンは被害者の月経周期に応じて暴力的になると言われているが、バイブル・ジョンの殺人の動機は被害者の月経と考えられており、この点でもトービンと共通する箇所がある。DNA鑑定の結果はピーター・トービンがバイブル・ジョンであることを否定するものだった。しかし、刑事たちはそれは試料の保管方法が劣悪で、試料が劣化したのが原因と考えているという。

## アナグラム作戦
アナグラム作戦 (英: Operation Anagram) とは、イギリス警察が実施したトービンのこれまでの経歴についての捜査である。最初にトービンの殺人が発覚した2006年に、ストラスクライド警察のスウィンドル刑事局長によりアナグラム作戦は開始された。トービンに3度目の有罪判決が下った2009年12月にアナグラム作戦はより精力的に進められた。警官隊が使用している犯罪のデータベース「HOLMES 2」を通じて、イギリス中の警官隊がアナグラム作戦に参加し、数十件の若い女性の失踪や殺害事件に対してトービンとの繋がりが存在する可能性について捜査した。
2006年にトービンによるポーランド人学生の殺害が発覚した後、スウィンドル刑事局長は、トービンの年齢と殺人の手口を考慮すると、トービンは連続殺人者である可能性があると語った。アナグラム作戦により、2人の少女の遺体の発見に繋がった。しかし、2011年6月にアナグラム作戦は終了し、これ以上被害者を見出すことはなかった。

## 健康状態と死
2012年8月9日、トービンは刑務所内で胸の痛みと心筋梗塞と思しき病気に苦しみ、エディンバラ王立診療所へ搬送された。2016年2月には脳卒中と思われる病気を患い入院した。
2022年10月8日 (当時76歳)、エディンバラ・ロイヤル・インファーマリーで死亡した。